# Myospila lindbergi
Myospila lindbergi är en tvåvingeart som först beskrevs av Fritz Isidore van Emden 1958.  Myospila lindbergi ingår i släktet Myospila och familjen husflugor. Inga underarter finns listade i Catalogue of Life.